# Сартеано
Сартеано (італ. Sarteano) — муніципалітет в Італії, у регіоні Тоскана,  провінція Сієна.
Сартеано розташоване на відстані близько 135 км на північний захід від Рима, 105 км на південний схід від Флоренції, 60 км на південний схід від Сієни.
Населення — 4727 осіб (2014).

## Демографія
Населення за роками:

Станом на 1 січня 2023 року в муніципалітеті офіційно проживало 500 іноземців з 52 країн, серед них 249 громадян країн Євросоюзу та 5 громадян України.

## Сусідні муніципалітети
- Четона
- К'янчіано-Терме
- К'юзі
- П'єнца
- Радікофані
- Сан-Кашано-дей-Баньї